# رشاد فرنسيس
رشاد فرنسيس (بالإنجليزية: Rashad Holman)‏ هو لاعب كرة قدم أمريكية أمريكي، ولد في 17 يناير 1978 في لويفيل في الولايات المتحدة.

## وصلات خارجية
- رشاد فرنسيس على موقع مرجع كرة القدم المحترفة.كوم (الإنجليزية)